# Масоре
Масоре (словен. Masore) — розсіяне поселення на пагорбах уздовж лівого берега річки Ідрійца, в общині Ідрія, Регіон Горишка,  Словенія. Висота над рівнем моря: 827,2 м.